# USS Connolly (DE-306)
USS Connolly (DE-306) là một tàu hộ tống khu trục lớp Evarts được Hải quân Hoa Kỳ chế tạo trong Chiến tranh Thế giới thứ hai. Nó là chiếc tàu chiến duy nhất của Hải quân Mỹ được đặt theo tên Thượng sĩ John Gaynor Connolly (1893-1941), người phục vụ trên thiết giáp hạm Oklahoma (BB-37) và đã tử trận trong vụ Tấn công Trân Châu Cảng vào ngày 7 tháng 12, 1941. Nó đã phục vụ cho đến khi chiến tranh kết thúc, xuất biên chế vào ngày 22 tháng 11, 1945 và xóa đăng bạ vào ngày 19 tháng 12, 1945. Con tàu bị bán để tháo dỡ vào ngày 20 tháng 5, 1946. Connolly được tặng thưởng hai Ngôi sao Chiến trận do thành tích phục vụ trong Thế Chiến II.

## Thiết kế và chế tạo
Những chiếc thuộc lớp tàu khu trục Evarts có chiều dài chung 289 ft 5 in (88,21 m), mạn tàu rộng 35 ft 1 in (10,69 m) và độ sâu mớn nước khi đầy tải là 8 ft 3 in (2,51 m). Chúng có trọng lượng choán nước tiêu chuẩn 1.140 tấn Anh (1.160 t); và lên đến 1.430 tấn Anh (1.450 t) khi đầy tải. Hệ thống động lực bao gồm bốn động cơ diesel General Motors Kiểu 16-278A nối với bốn máy phát điện để vận hành hai trục chân vịt; công suất 6.000 hp (4.500 kW) cho phép đạt được tốc độ tối đa 21 kn (24 mph; 39 km/h), và có dự trữ hành trình 4.150 nmi (4.780 mi; 7.690 km) khi di chuyển ở vận tốc đường trường 12 kn (14 mph; 22 km/h).
Vũ khí trang bị bao gồm ba pháo 3 in (76 mm)/50 cal trên tháp pháo nòng đơn có thể đối hạm hoặc phòng không, một khẩu đội 1,1 inch/75 caliber bốn nòng và chín pháo phòng không Oerlikon 20 mm. Vũ khí chống ngầm bao gồm một dàn súng cối chống tàu ngầm Hedgehog Mk. 10 (có 24 nòng và mang theo 144 quả đạn); hai đường ray Mk. 9 và tám máy phóng K3 Mk. 6 để thả mìn sâu.
Connolly được đặt lườn tại Xưởng hải quân Mare Island ở Vallejo, California vào ngày 21 tháng 6, 1943. Nó được hạ thủy vào ngày 15 tháng 1, 1944; được đỡ đầu bởi bà Mary Francis Connolly, và nhập biên chế vào ngày 8 tháng 7, 1944 dưới quyền chỉ huy của Hạm trưởng, Đại úy Hải quân W. A. Collier.

## Lịch sử hoạt động
Sau khi hoàn tất việc chạy thử máy và huấn luyện, Connolly được điều động về Hạm đội Thái Bình Dương, và đã rời vùng bờ biển California để đi sang Trân Châu Cảng. Con tàu đã đảm trách vai trò huấn luyện tại khu vực quần đảo Hawaii từ ngày 24 tháng 9, 1944 đến ngày 22 tháng 1, 1945, rồi lên đường tham gia chiến dịch Iwo Jima từ ngày 19 tháng 2 đến ngày 1 tháng 3. Nó đã tuần tra ngoài khơi hòn đảo để bảo vệ tàu bè đồng thời trực tiếp hỗ trợ cho cuộc đổ bộ. Sau khi hộ tống các tàu vận tải đi Espiritu Santo, nó lại hộ tống các đoàn tàu vận tải đi Okinawa, đi đến ngoài khơi bãi biển Hagushi vào ngày 9 tháng 4. Nó phục vụ tuần tra chống tàu ngầm tại vùng biển quần đảo Ryukyu cho đến khi quay trở về Ulithi để sửa chữa vào ngày 4 tháng 5.
Connolly quay trở lại ngoài khơi Okinawa vào ngày 6 tháng 6 trong thành phần hộ tống cho một đoàn tàu vận tải tiếp liệu, và sau đó nó tham gia bảo vệ cho lực lượng đổ bộ lên Nansei Shoto. Con tàu quay trở lại vịnh Leyte vào ngày 14 tháng 7 và thuộc quyền Tư lệnh Tiền phương Biển Philippine. Từ ngày 17 tháng 7 đến ngày 12 tháng 8, nó thực hiện những chuyến đi hộ tống tiếp vận đến Okinawa, rồi hoạt động tại chỗ ở vùng biển Philippines cho đến ngày 7 tháng 9, khi nó rời Manila để quay trở về Hoa Kỳ ngang qua Eniwetok, Trân Châu Cảng và San Pedro, California. Con tàu tiếp tục được lệnh chuyển sang vùng bờ Đông Hoa Kỳ.
Connolly đi đến Charleston, South Carolina vào ngày 2 tháng 11, nơi nó được cho xuất biên chế vào ngày 22 tháng 11, 1945 và bị bán để tháo dỡ vào ngày 20 tháng 5, 1946.

## Phần thưởng[2]
|                           |  |  |
| Bronze star · Bronze star |  |  |

| Huân chương Chiến dịch Hoa Kỳ                                           |                                      |                                      |                                                         |
| Huân chương Chiến dịch Châu Á-Thái Bình Dương với 2 Ngôi sao Chiến trận | Huân chương Chiến thắng Thế Chiến II | Huân chương Chiến thắng Thế Chiến II | Huân chương Giải phóng Philippine (Cộng hòa Philippine) |